# Glicério (São Paulo)
Glicério is een gemeente in de Braziliaanse deelstaat São Paulo. De gemeente telt 4.547 inwoners (schatting 2009).

## Geboren
- Jair Bolsonaro (1955), de 38e president van Brazilië (2019-heden)